# Tia Clayton
Tia Clayton (* 17. August 2004 in Grange Hill) ist eine jamaikanische Leichtathletin, welche sich auf den Sprint spezialisiert hat. Auch ihre Zwillingsschwester Tina Clayton ist als Sprinterin aktiv.

## Sportliche Laufbahn
Erste internationale Erfahrungen sammelte Tia Clayton bei den CARIFTA Games 2018, bei denen sie mit der jamaikanischen 4-mal-100-Meter-Staffel in 44,95 s die Goldmedaille in der U17-Altersklasse gewann. 2021 siegte sie mit der Staffel in 42,94 s bei den U20-Weltmeisterschaften in Nairobi und im Jahr darauf gewann sie bei den CARIFTA Games in Kingston in 11,30 s die Silbermedaille im 100-Meter-Lauf in der U20-Altersklasse. Zudem siegte sie mit der Staffel in 42,58 s. Im August siegte sie in 42,59 s erneut mit der Staffel bei den U20-Weltmeisterschaften in Cali. Bei den World Athletics Relays 2024 auf den Bahamas sicherte sie der 4-mal-100-Meter-Staffel einen Startplatz bei den Olympischen Sommerspielen in Paris. Dort belegte sie über 100 Meter in 11,04 s im Finale den siebten Platz und gelangte im Staffelbewerb mit 42,29 s im Finale auf Rang fünf. Anschließend siegte sie in 10,83 s beim Memoriał Kamili Skolimowskiej.

## Persönliche Bestleistungen
- 100 Meter: 10,86 s (+1,0 m/s), 28. Juni 2024 in Kingston
- 60 Meter: 7,18 s, 27. Januar 2024 in Kingston